# Joseph Mirando
Ne doit pas être confondu avec Richard Mirando.
Pour les articles homonymes, voir Miranda.
Joseph Mirando (né le 26 mai 1931 à Terzigno et mort le 22 août 2020 à Antibes) est un coureur cycliste né italien et naturalisé français le 21 décembre 1951. Professionnel de 1950 à 1958, il a remporté le Grand Prix de Cannes en 1956. Il a participé cinq fois au Tour de France entre 1951 et 1956 avec l'équipe du Sud-est. En 1953, il prend la douzième place du classement général, et la troisième du classement de la montagne, derrière Jesús Loroño et Louison Bobet.

## Palmarès
- 1950
  - Grand Prix de Vence
  - 3e de la course de côte de La Turbie
  - 3e de Nice-Mont Agel
  - 3e de la course de côte du mont Faron
- 1951
  - 5ea étape du Circuit des six provinces
  - 5ea étape du Tour de l'Est Central
  - 2e étape du Circuit de la Côte d'Or
  - Grand Prix de Vence[4]
  - 2e de la course de côte de La Turbie
  - 2e du Grand Prix de Monaco
- 1953
  - 3e de Nice-Mont Agel
- 1955
  - 3e de la course de côte du mont Coudon
- 1956
  - Grand Prix de Cannes
  - 4e étape du Tour du Sud-Est
  - 2e du Grand Prix de Monaco
- 1957
  - 3e du Grand Prix de Cannes
- 1958
  - Grand Prix de Fréjus
  - 3e du Grand Prix de Cannes
- 1959
  - 3e du Grand Prix de Fréjus
- 1961
  - 3e du Grand Prix de Fréjus

## Résultats sur les grands tours

### Tour de France
- 1951 : 46e
- 1952 : 65e
- 1953 : 12e
- 1954 : 42e
- 1956 : 75e

### Tour d'Espagne
- 1958 : 41e